# Tadamoto Ōkubo
Tadamoto Ōkubo (大久保忠素, Ōkubo Tadamoto), né le 10 février 1894 à Tokyo, est un réalisateur et scénariste japonais actif dans les années 1920. La date de sa mort est inconnue.

## Biographie
Tadamoto Ōkubo a réalisé 85 films et écrit une dizaine de scénarios pour le compte de la Shōchiku entre 1922 et 1930. Sa spécialité est le nonsense-mono qui consiste en un enchainement de gags soutenu par une faible intrigue, un genre destiné avant tout à faire passer le temps, il se définissait lui-même comme un « metteur en scène véritablement vulgaire ». Tadamoto Ōkubo n'était pas particulièrement tenu en haute estime de son vivant, pourtant c'est vers lui que se tourne Yasujirō Ozu, alors assistant-caméraman, pour devenir son assistant à la fin de 1926 afin de devenir réalisateur.
Ishirō Honda raconte que jeune homme, il a été témoin d'un tournage des studios Kamata de la Shochiku, c'était Tadamoto Ōkubo qui dirigeait l'acteur de films d'action Gorō Morino (ja). Il en retire la conviction que le véritable auteur d'un film est son réalisateur et se découvre la vocation de devenir cinéaste.
Au générique de Le Galopin de Yasujirō Ozu, le scénario est signé « Chuji Nozu ». Il s'agit en réalité d'un pseudonyme derrière lequel se cachent quatre personnes : Tadao Ikeda, Tadamoto Ōkubo, Kōgo Noda et Yasujirō Ozu.
Après la Seconde Guerre mondiale, nombreux sont les enfants orphelins qui vivent de la mendicité dans les grandes villes. Hiroshi Shimizu recueille chez lui certains d'entre eux et confie à Tadamoto Ōkubo alors au chômage, le rôle de les élever. Hiroshi Shimizu décide de tourner Les Enfants du nid d'abeilles (蜂の巣の子供たち, Hachi no su no kodomotachi) avec ces enfants et fonde La Production de la ruche (蜂の巣映画, Hachi no su eiga) en 1948, il produit le film lui-même en dehors du système des grands studios par l'intermédiaire de cette société de production indépendante, et le film est distribué par la Tōhō. En dehors de Shimizu, de Tadamoto Ōkubo, du chef opérateur Saburō Furuyama et de l'assistant réalisateur Shin'ichi Sekizawa, toute l'équipe et les acteurs sont des non-professionnels, le tournage se fait entièrement en extérieur. Deux suites sont tournées : Ce que sont devenus les enfants de la ruche (その後の蜂の巣の子供達, Sono go no hachi no su no kodomotachi, 1951) et Les Enfants du Grand Bouddha (大仏さまと子供たち, Daibutsu-sama to kodomotachi, 1952).

## Filmographie
La filmographie de Tadamoto Ōkubo est établie à partir de la base de données JMDb.

### Comme réalisateur
- 1922 : Seishun no tsumi (閃く刃?)
- 1922 : Takako Keisuke (孝子啓助?)
- 1922 : Jizō monogatari (地蔵物語?)
- 1922 : Sayoarashi (小夜嵐?)
- 1922 : Biwauta (琵琶唄?)
- 1922 : Ohatsu jizō (お初地獄?)
- 1923 : Jigoku no mon (地獄の門?)
- 1923 : Miyagino no kōjo (宮城野の孝女?)
- 1923 : Kaeranu ningyō (帰らぬ人形?)
- 1923 : Ā Mori kundō no shi (噫森訓導の死?)
- 1923 : Ten o aoide (天を仰いで?)
- 1923 : Ienaki onna (家なき女?)
- 1923 : Futari no koji (二人の孤児?)
- 1923 : Shi ni menshite (死に面して?)
- 1923 : Osoroshiki yoru (恐ろしき夜?)
- 1924 : Ai no chikara (愛の力?)
- 1924 : Ai ni yomigaeru (愛に甦る（享楽者)?)
- 1924 : Senpū (旋風?)
- 1924 : Unagi (うなぎ?)
- 1924 : Akogare no kokyō (憧れの故郷?)
- 1924 : Kaichō on (海潮音?)
- 1924 : Imōto (妹?)
- 1924 : Shakunetsu no koi (灼熱の恋?)
- 1924 : Chiyoryū (千代竜?)
- 1924 : Nanba no fuku (難波の福?)
- 1924 : Sakamoto Ryōma (坂本竜馬?)
- 1924 : Shinmon Tatsugorō (新門辰五郎?)
- 1925 : Abekawa no chikemuri (阿部川の血煙?)
- 1925 : Hirate Miki (平手造酒?)
- 1925 : Onshū no yaiba (恩讐の刃?)
- 1925 : Aru kyōdai (或る兄弟?)
- 1925 : Tsubame (燕?)
- 1925 : Mahjong (麻雀, Mājan?)
- 1925 : Oranda hebi o taki (和蘭蛇お滝?)
- 1925 : Mitsui-ji shinjū (三井寺心中?)
- 1925 : Shina-gai no yoru I (支那街の夜 第一篇?)
- 1925 : Shina-gai no yoru II (支那街の夜 第二篇?)
- 1925 : Shina-gai no yoru III (支那街の夜 第三篇?)
- 1925 : Korera seibatsu (コレラ征伐?)
- 1925 : Ensetsu ari jigoku (艶説蟻地獄?)
- 1925 : Saruke Tsuji no ansatsu (猿ケ辻の暗殺?)
- 1926 : Don kyūnoshin (鈍急之進?), co-réalisé avec Torajirō Saitō
- 1926 : Shina-gai no yoru IV (支那街の夜 最終篇?)
- 1926 : Uzumaku chijin no jōka (渦巻く血刃の情火?)
- 1926 : Shura hakkō I (修羅八荒 第一篇?)
- 1926 : Ai no chikara wa yuki demo tokasu (愛の力は雪でも溶す?)
- 1926 : Shura hakkō II - III (修羅八荒 第二、三篇?)
- 1926 : Yume no ukihashi (夢の浮橋?)
- 1926 : Aien hyaku mensō (愛怨百面相?)
- 1926 : Benisu no funauta (ヴェニスの船唄?)
- 1926 : Yume no koban musume shiranami (夢の小判娘白ま浪?)
- 1926 : Chinpira tantei (チンピラ探偵?)
- 1926 : Shura hakkō: IV (修羅八荒 終篇?)
- 1926 : Shinkon jidai (新婚時代?)
- 1926 : Kurokami yasha I - II (黒髪夜叉 第一・二篇?)
- 1926 : Kurokami yasha III (黒髪夜叉 第三篇?)
- 1926 : Kurokami yasha IV (黒髪夜叉 第四篇?)
- 1926 : Hiramekuha (閃く刃?)
- 1927 : Rakutenka no koji (楽天家の孤児?)
- 1927 : Fubuki no ato (吹雪の後?)
- 1927 : Yakimochi (やきもち?)
- 1927 : Oyakōkō (親孝行?)
- 1927 : Kafei no joō (カフェーの女王?)
- 1927 : Dokuro no odori (髑髏の踊り?)
- 1927 : Koji (孤児?)
- 1927 : Tsuki wa mujō (月は無情?)
- 1927 : Mura no isha to modan gāru (村の医者とモダンガール?)
- 1927 : Tenshi no tsumi (天使の罪?)
- 1928 : Teishu sōjū (亭主操縦?)
- 1928 : Kokyō no sora (故郷の空?)
- 1928 : Hiroshi-sen hisshō toranomaki (普戦必勝虎の巻?)
- 1928 : En wa ina mono (縁は異なもの?)
- 1928 : Okabore gomuyō (岡惚れ御無用?)
- 1928 : Tetsu no shojo (鉄の処女?)
- 1928 : Saikun haigyō (妻君廃業?)
- 1928 : Saikun haigyō (妻君廃業?)
- 1928 : Otome kokoro (をとめ心?)
- 1928 : Gokurō-sama (御苦労様?)
- 1928 : Fukunokami katte chigai (福の神勝手違ひ?)
- 1928 : Mikkame no onna (三日目の女?)
- 1929 : Ōatari enman (大当り円満?)
- 1929 : Entaku bōcchan (円タク坊ちゃん?)
- 1929 : Les Parents (親, Oya?) co-réalisé avec Hiroshi Shimizu
- 1929 : Ryū Sakuko jū hachi ban buyō-shū (柳さく子十八番舞踊集?)
- 1930 : Enrei haru no yosoi (艶麗春の粧い?)

### Comme scénariste
- 1929 : Le Galopin (突貫小僧, Tokkan kozo?) de Yasujirō Ozu[4]

### Équipe de tournage
- 1948 : Les Enfants du nid d'abeilles (蜂の巣の子供たち, Hachi no su no kodomotachi?) de Hiroshi Shimizu
- 1952 : Les Enfants du Grand Bouddha (大仏さまと子供たち, Daibutsu-sama to kodomotachi?) de Hiroshi Shimizu